# Crostini
Els crostini ('torradetes') és un aperitiu italià consistent en petites llesques de pa torrat o a la graella amb ingredients damunt. Aquests poden incloure una varietat de diferents formatges, carns i verdures, o pot presentar-se de forma més senzilla amb una mica d'oli d'oliva i herbes o una salsa. Els crostini es fan típicament amb baguet francesa o italiana, i sovint se serveixen amb vi.
Al costat de la bruschetta, es creu que els crostini van sorgir a l'edat mitjana, quan era típic que els pagesos italians prenguessin el seu menjar sobre llesques de pa en lloc d'usar vaixella.